# Kościół św. Antoniego Padewskiego w Huszlewie
Kościół świętego Antoniego Padewskiego – rzymskokatolicki kościół parafialny należący do dekanatu Łosice diecezji siedleckiej.

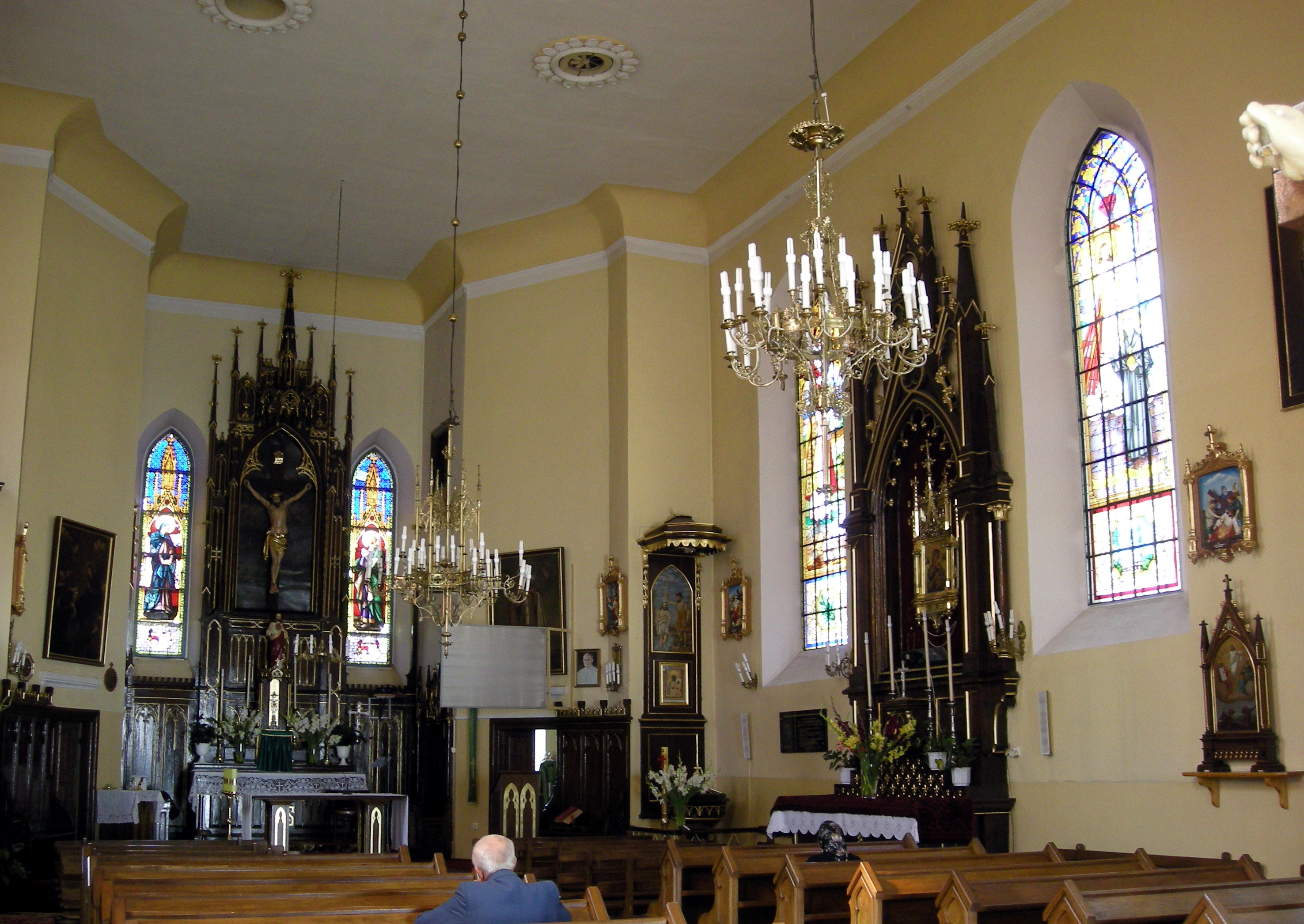
Wnętrze świątyni

Obecna murowana świątynia została zbudowana w latach 1859-1867 w stylu neogotyckim. Koszty budowy kościoła zostały pokryte przez Jeremiego Woronieckiego. Ołtarze w stylu neogotyckim zostały wykonane w 1868 roku przez Januarego Buchwalda. W ołtarzu głównym jest umieszczony obraz przedstawiający św. Wojciecha biskupa namalowany w połowie XIX wieku. W ołtarzach bocznych są umieszczone obrazy namalowane w 1897 roku przez Józefa Buchbindera. W lewym, na zasuwie znajduje się wizerunek św. Jana Nepomucena, natomiast w prawym wizerunek św. Anny nauczającej Marię. Do wyposażenia kościoła należy również wiekowa kropielnica, wykonana z granitu oraz epitafium wykonane z czarnego marmuru Barbary z Cieszkowskich Woronieckiej. W lewej nawie świątyni została odsłonięta w dniu 4 czerwca 2006 roku tablica pamiątkowa, jako podziękowanie za przechowanie w niej sztandaru Oddziału Partyzanckiego „Zenona”. W ten sposób została upamiętniona akcja, jaką przeprowadzili w dniu 9 lutego 1944 roku żołnierze OP „Zenona”. W tym dniu partyzanci uwolnili mieszkańców Huszlewa i okolic, zatrzymanych przez hitlerowców i przeznaczonych do wywózki na przymusowe roboty do Niemiec.